# Philippe Muray
Philippe Muray (Angers, 1945 – Parigi, 2 marzo 2006) è stato uno scrittore e saggista francese.
Nel 2010, l'attore francese Fabrice Luchini ha letto alcuni brani da sue opere al Théâtre de l'Atelier di Parigi, contribuendo a una rinnovata discussione sui suoi scritti nella stampa francese.

## Biografia
Si sa molto poco della vita personale di Muray. Suo padre era uno scrittore e traduttore di autori di lingua inglese (Jack London, Herman Melville, Rudyard Kipling, etc.) e sua madre una devota lettrice. Secondo lo stesso Muray, i suoi genitori contribuirono in modo significativo alla sua educazione letteraria e al gusto della letteratura. Non appena poté, iniziò a studiare materie umanistiche a Parigi.
Per alcuni mesi, nel 1983, insegnò letteratura francese all'Università di Stanford in California. Lì sviluppò il concetto di "L'empire du bien" (l'impero del bene) e raccolse materiali per scrivere il suo libro "Le XIXe siècle à travers les âges" (Il XIX secolo attraverso i secoli), pubblicato nel 1984. In quel libro sottolineò l'importanza dell'occultismo nella formazione del socialismo.
Pubblicò anche un controverso saggio su Céline, in cui cercò di spiegare il feroce antisemitismo del medico e autore di Viaggio al termine della notte acclamato dalla critica. Muray continuò sostenendo che l'antisemitismo di Céline era in parte una conseguenza delle sue convinzioni igieniste; così come i nazisti, Céline credeva che gli ebrei fossero sia un ostacolo al progresso che una malattia sociale.
Philippe Muray morì il 2 marzo 2006 per un cancro ai polmoni ed è sepolto al cimitero di Montparnasse a Parigi.

## Opere
Stilista letterario e romanziere d'eccezione, Philippe Muray pubblicò molti articoli e saggi su varie riviste francesi come "L'Atelier du roman", criticando quelle che considerava le assurdità e le anomalie del mondo moderno. Filosofo e artista, descrisse i principali sconvolgimenti che hanno portato allo stile di vita moderno, cercando di mostrare come alcuni aspetti della modernità come jiaidisti e neofascisti abbracciassero completamente le opinioni di coloro a cui si opponevano.
Portato alla satira, scrisse spesso in tono polemico, e la sua prospettiva è talvolta classificata come quella di un  antimodernista culturale o addirittura reazionario, anche se Muray non si riteneva tale. Scrisse anche diversi romanzi, gran parte sotto pseudonimi, dei quali molti non sono noti. Alcune delle sue opere più conosciute sono:, Postérité ("Posterità"), La gloire de Rubens ("La gloria di Rubens"), On ferme ("Chiudiamo"), Roues carrées ("Rote quadrate"), Exorcismes spirituels ("Esorcismi spirituali"), L'Empire du Bien ("L'Impero del Bene"), Chers djihadistes ("Cari jihadisti"), Minimum Respect ("Minimo Rispetto"), Festivus Festivus.
Alcune delle sue opere vennero tradutte in italiano : L'Impero del Bene e Cari jihadisti.
Lo stile di scrittura di Muray è spesso dettagliato, insistente e comico. Come ha detto Muray stesso, ha usato le diverse gamme del riso come un pittore usa dei colori diversi sulla sua tavolozza. Fu un intellettuale produttivo che si descrisse come un allievo di Louis-Ferdinand Céline, Honoré de Balzac, Léon Bloy, Georges Bernanos e Charles Péguy, che coniò numerosi neologismi, per lo più peggiorativi, come "Mutin de Panurge" (qualsiasi persona credulona che si crede un ribelle e un libero pensatore mentre segue e impone le ultime tendenze del giorno), "Artistocrate" (un artista che è completamente allineato con la struttura del potere politico del giorno e la cui attività artistica diventa quella di una "carica", come nell'Ancien Régime) e  "Rebellocrate" (una persona che finge di essere radicale ma è in realtà alleata con la struttura del potere). L'ultimo è in qualche modo simile al concetto di  "recupero". In particolare, si riferì - ironicamente - alla nuova forma di Homo sapiens, dedita al piacere e alla realizzazione personale, come "Homo Festivus".
Considerato soprattutto un romanziere, il cui intento era quello di descrivere i costumi dei suoi tempi e le loro conseguenze, Muray era anche un intellettuale interessato ai grandi cambiamenti politici e culturali. Nella sua opera di saggistica Le XIXe siècle à travers les âges, spiegò come la graduale caduta della Chiesa in Europa, dopo la Rivoluzione francese, abbia dato origine, al suo posto, a un'ondata di occultismo protosocialista e ideologie parapsicologiche. Queste ideologie sono per Muray la radice e la base dei principali movimenti politici che fiorirono nel XX secolo e dominano ancora la vita moderna - cioè femminismo, marxismo, fascismo, ambientalismo, etc.
Per Muray, intellettuali come Auguste Comte, Jules Michelet, Victor Hugo, Allan Kardec, Sigmund Freud, Helena Blavatsky, Émile Zola, Lenin, Michel Foucault, e autori di estrema destra come Adolf Hitler Édouard Drumont erano tutti fautori di una sorta di occultismo che si manifestava attraverso diversi "marchi" di credenze "socialiste" (sebbene Muray sfumasse la sua proposta: secondo lui anche alcune di queste figure pubbliche aveva opinioni contrarie all'occultismo, come nel caso di Sigmund Freud). Muray continuò commentando che il movimento aveva ispirato i pensatori francesi a sperare in una rigenerazione dell'essere umano in una forma adattata alla vita in una società utopica. Questo "uomo nuovo", spogliato dei suoi difetti primordiali, si sperava, sarebbe stato in grado di mettere in pratica le teorie di socialisti come Karl Marx.

## Critiche
Nel 2002, Daniel Lindenberg incluse Muray in una lista di "nuovi reazionari", assieme a Michel Houellebecq, Maurice Dantec, Alain Badiou, Alain Finkielkraut e altri. Lo stesso Muray dimostrò che Daniel Lindenberg non aveva mai letto le sue opere 
Muray fu criticato dallo storico statunitense Eugen Weber per il suo libro France, Fin de Siècle. Pur concordando con l'intuizione che esisteva un nesso significativo tra occultismo e socialismo nella Francia del XIX secolo, la sua valutazione complessiva era che si trattava di un libro ″prolisso, pretenzioso, atrocemente cattivo e gli studenti [...] seri farebbero meglio [...] a rivolgersi a "Sources occultes de Romantisme" di Auguste Viatte".